# MGM-1 Matador
MGM-1 «Матадор» (англ. Matador) — первая американская тактическая дозвуковая крылатая ракета наземного базирования, принятая на вооружение в 1951 году. Первая ракета большой дальности действия, способная нести ядерный заряд. Стояла на вооружении ВВС США с 1951 по 1962 год. Снята с вооружения и заменена комплексом MGM-13 Mace.

## История
Разработка дозвуковой тактической крылатой ракеты, способной нести ядерный заряд, началась в ВВС США практически сразу же после войны. После неудачной попытки оснастить ядерным зарядом крылатую ракету ВВС Republic JB-2 Loon, инженеры начали разработку новой ракеты, сравнимой по характеристикам с реактивными истребителями. Проект под кодовым названием MX-771 шёл с первых послевоенных лет.
Исходно ракета несла кодовое обозначение SSM-A-1. Испытания первого прототипа XSSM-A-1 оснащённого двигателем проводились с 20 января 1949 года. Работы над проектом едва не были остановлены в 1949 году, но начало Корейской Войны и рост международного напряжения способствовали его продолжению.
В 1952 году ракета была принята на вооружение под обозначением B-61 (от англ. Bomber), её развёртывание в Европе началось в 1954 году.

## Конструкция
MGM-1A «Матадор» была построена по нормальной аэродинамической схеме, с высокорасположенным крылом. Она была оснащена турбореактивным двигателем, позволяющим развивать скорость до 1040 км/ч и подниматься на высоту до 10000 метров.
На первых модификациях ракеты стояла радиокомандная система наведения. Это ограничивало её максимальный управляемый радиус 400 км (хотя по инерциальной системе наведения ракета могла лететь дальше). Контроль полёта ракеты осуществлялся с помощью радаров AN/MSQ-1 с земли. Оператор ракеты удерживал её на курсе, осуществляя регулировку только по курсу — управление по скорости и высоте отсутствовало, ракета летела на заранее заданной высоте с максимально возможной скоростью. Когда ракета приближалась к расчётному расположению цели, оператор передавал команду на пикирование.
Модификация ракеты MGM-1C была улучшенным вариантом «Матадора», на котором применили систему автоматической гиперболической навигации Shanicle (от англ. Short Range Navigation Vehicle). Система наземных высокочастотных маяков-излучателей генерировала серии импульсов, по времени прибытия которых автопилот ракеты устанавливал относительное положение до маяков и таким образом определял поправки по азимуту и по дальности. Это позволяло осуществлять пуски КР на максимальную дальность (около 1000 км). Система была активирована в 1957 году, но хотя в ряде случаев демонстрировала высокие результаты в целом, оказалась ненадёжной и была вскоре снята с вооружения, а все ракеты MGM-1C были переоборудованы под командное наведение.
Ракета оснащалась ядерной боевой частью W-5, максимальной мощностью до 50 кт (по другим данным до 40 кт). Инициирование боевой части осуществлялось от барометрического взрывателя, но имелся и контактный. Существовала модификация ракеты с 2000-фунтовой (~900 кг) боевой частью в осколочно-фугасном снаряжении, но низкая точность не позволяла задействовать её успешно, также отсутствуют сведения о развёртывании не-ядерных «Матадоров» в войсках.
Запуск ракеты осуществлялся с подвижной пусковой рампы при помощи стартового твердотопливного ускорителя. Ракета перевозилась в разобранном виде, с демонтированными крыльями, и собиралась только во время боевого дежурства на установке. Среднее время на подготовку ракеты к пуску составляло 15-20 минут.

## Развёртывание
Развёртывание ракеты началось с 1954 года в Западной Германии. Ракета рассматривалась ВВС США как дополнение к пилотируемым бомбардировщикам B-47 для воздействия на стратегические объекты в Восточной Европе.
Основным оператором ракет в Европе было 38-е тактическое ракетное крыло, в составе 1-го и 30-го эскадронов беспилотных бомбардировщиков. Ракеты были развёрнуты на территории Западной Германии, в Рейнланд-Пфальце. Впоследствии, были развёрнуты ещё два эскадрона тактических ракет в составе 58-го тактического ракетного крыла.
С 1958 года, ракеты «Матадор» развёртывались на Дальнем Востоке, на территории Тайваня и Южной Кореи. Дальневосточное развёртывание ракет проводилось 868-м эскадроном тактических ракет.
ВВС Германии, оперировали ракетами MGM-1С «Матадор» в составе Flugkörpergruppe 11 с 1959 года.
В 1959 году, ракеты MGM-1С Matador начали повсеместно заменяться более совершенными крылатыми ракетами MGM-13 Mace. К 1962 году все указанные ракеты были сняты с вооружения.
Интересным является тот факт, что обозначение MGM-1, ракета получила лишь в 1963 году, уже после снятия с вооружения.

## Оценка проекта
Для своего времени, MGM-1 Matador был достаточно совершенным оружием. Его характеристики приближались к скорости и высоте полёта истребителей того времени, а небольшие размеры делали его сложной целью для обнаружения и перехвата. Ракета также развёртывалась гораздо легче, чем пилотируемые бомбардировщики. В то же время, её точность была низка, а система управления сильно подвержена помехам, что делало возможным её применение только по крупным целям, вроде военных аэродромов и городов.
С появлением на вооружении зенитно-ракетных систем, подобных С-75, боевая ценность «Матадора» существенно снизилась и к 1962 году он был снят с вооружения.

## Аналоги в других странах
— ФКР-1, тактическая крылатая ракета с ядерной боевой частью, разработанная в СССР на базе ПКР КС-1 «Комета».
 — Red Rapier, стратегическая крылатая ракета с обычной или ядерной боевой частью. Разрабатывалась в 1950-х, но не была доведена до лётных испытаний.
 — S.E.-4200, тактическая ракета малого радиуса действия с боевой частью в обычном снаряжении и прямоточным воздушно-реактивным двигателем, состоявшая на вооружении французской армии в 1950-х годах.